# Juca Chaves

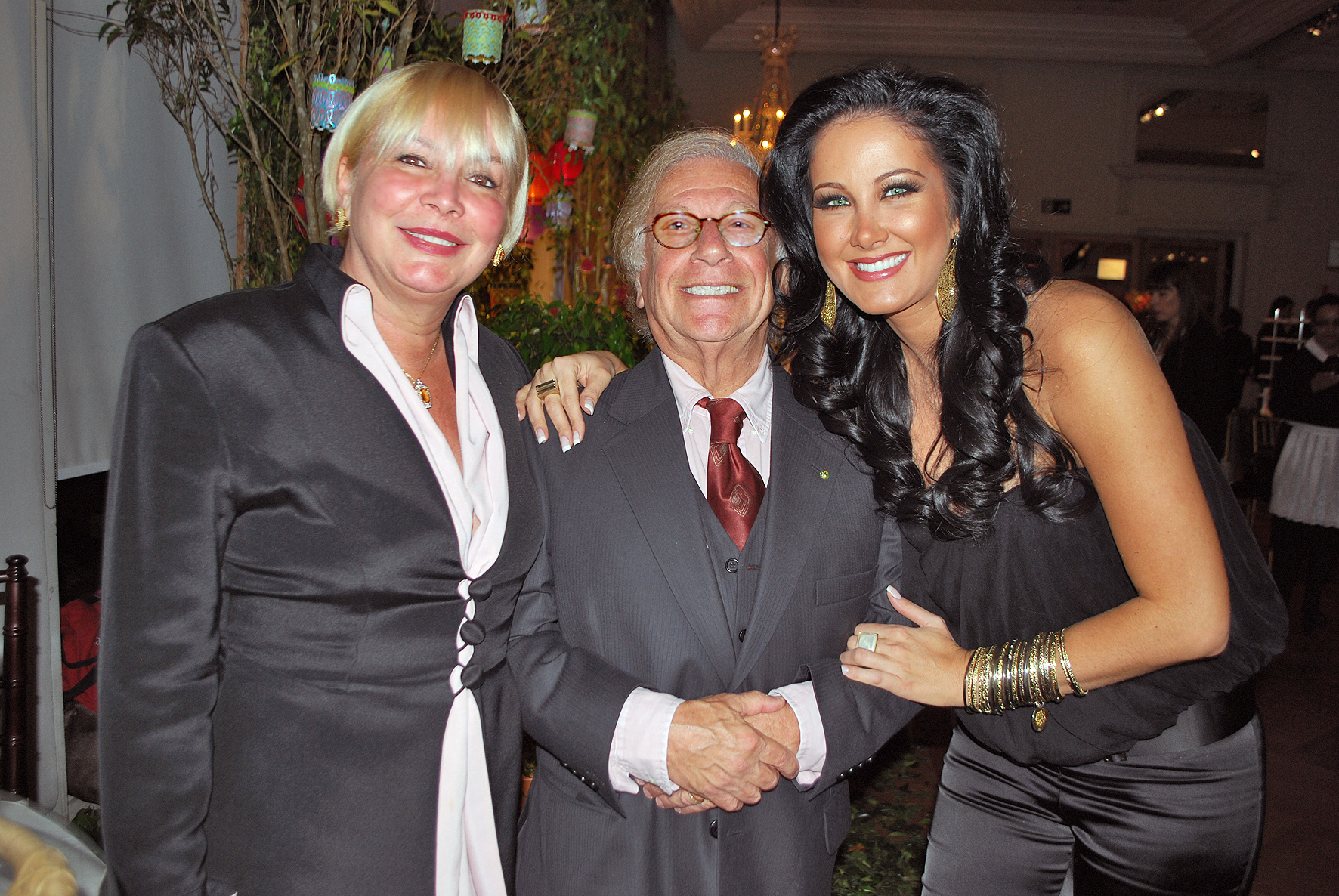
Yara, Juca Chaves und Ellen Ganzarolli (2009)

Juca Chaves, geboren als Jurandyr Czaczkes Chaves (* 22. Oktober 1938 in Rio de Janeiro; † 25. März 2023 in Salvador, Bahia), war ein brasilianischer Komiker, Sänger und Schriftsteller. Er war der Sohn österreichischer jüdischer Einwanderer.

## Leben
Durch seinen Background in klassischer Musik begann er bereits in seiner Kindheit zu komponieren. Er begann seine Karriere in den späten 1950er Jahren und spielte Modinhas und Trovas in einem weichen Stil. In den 60er Jahren gründete er in der Nähe der Rodrigo de Freitas Lagune einen Zirkus, den Cantagalo Court. Dort präsentierte er seine Show „Menestrel Maldito“. Chaves war ein aktiver Kritiker des brasilianischen Militärregimes, der Mainstream-Presse und der Plattenindustrie. In den frühen 1970er Jahren wurde er während der Präsidentschaft von Emílio Garrastazu Médici nach Portugal verbannt, doch als seine Satiren des faschistischen Regimes, das damals an der Macht war, im Fernsehen und im Radio an Popularität gewannen, fühlte er sich gezwungen, nach Italien zu ziehen. Nach seiner Rückkehr nach Brasilien wurde er Fernsehmoderator. In den 80er Jahren gründete er ein unabhängiges Plattenlabel, Sdruws Records.
Im Jahr 2006 startete Chaves seine Kandidatur als Senator in Bahia als Mitglied der Christlich-Sozialdemokratischen Partei und landete mit 19.603 Stimmen (0,35 % der Gesamtstimmen) auf dem 4. Platz. Seine Kampagnenwerbung, die in Form von Gedichten veröffentlicht wurde, unterschied ihn von den anderen Kandidaten.
Chaves lebte in Bahia mit seiner Frau Yara Chaves, mit der er zwei Adoptivtöchter hat, Maria Morena und Maria Clara. Zu seinen musikalischen Erfolgen zählen: „Por que sonha Ana Maria?“, „Pequena Marcha para um grande Amor“, „Aquarela dos Sonhos“, „Meu Violão Morreu“, „Auto Retrato“, „Caixinha, Obrigado“, „Presidente Bossa Nona“, „Dona Maria Teresa“, „Que Saudade“ und „Take Me Back to Piauí“. Er war bekennender Fan des FC São Paulo.